# كام جاكسون
كام جاكسون هو سياسي كندي، ولد في 27 فبراير 1951 في هاميلتون في كندا. نشط حزبياً في حزب أونتاريو المحافظ التقدمي. وقد انتخب عضو برلمان مقاطعة أونتاريو ‏ عن دائرة بورلينغتون ‏ (1999 – 2006).